# Ígor Pedan
Ígor Pedan es un strongman de Rusia que ha competido en El hombre más fuerte del mundo de la Federación Mundial de la Copa de Atletismo de Fuerza (WSMCF) y de la Federación Internacional del Atletismo de Fuerza (IFSA). Fue campeón absoluto de Rusia en 2004 y comenzó a competir en los campeonatos de IFSA en 2006.
En la WSMCF compitió en 2003 pero no logró clasificar a la final, quedó en cuarto lugar en un grupo formado por seis atletas.